# Luna 12
Luna 12 (in russo Луна-12?) fu il terzo tentativo da parte dell'URSS, coronato da successo, di porre in orbita selenocentrica un satellite artificiale.

## La missione
Luna 12 fu lanciata il 22 ottobre 1966 alle 08:38:00 UTC e si immise in orbita lunare il 25 ottobre. Luna 12 fu lanciata per rimediare al parziale insuccesso di Luna 11, la quale non riuscì a fotografare la Luna in alta risoluzione.
La sonda era equipaggiata con un sistema televisivo in grado di catturare dettagli fino a 14.9 - 19.8 km con 1100 linee di scansione. Le foto venivano scattate, corrette, sviluppate e scansite automaticamente prima dell'invio. Il numero di foto riprese non è noto ma Luna 12 compì 602 orbite lunari e 302 trasmissioni di dati a Terra.
La prima immagine inviata dalla sonda fu pubblicata dai giornali sovietici il 29 ottobre e riprendeva il Mare Imbrium e il cratere Aristarchus; nessun'altra foto è stata resa pubblica.
Alla fine della missione, coronata con successo, Luna 12 fu inserita in un'orbita stabilizzata e i contatti si persero il 19 gennaio.